# Emilio Portes Gil
Emilio Portes Gil (Ciudad Victoria, 3 ottobre 1890 – Città del Messico, 10 dicembre 1978) è stato un politico messicano.
È stato il 41º presidente del Messico dal 30 novembre 1928 al 5 febbraio 1930.

## Biografia
Uomo di legge e magistrato, nel 1916 divenne deputato al Congresso dell'Unione, dal 1925 al 1928 fu governatore dello Stato di Tamaulipas.
Dopo l'assassinio, il 17 luglio 1928, del presidente del Messico Álvaro Obregón, appena rieletto, Emilio Portes Gil venne nominato dal Congresso come presidente provvisorio, carica che mantenne fino al 4 febbraio 1930. Durante la sua presidenza, il presidente messicano portò avanti la riforma agraria iniziata dai predecessori e pubblicò il nuovo Codice del lavoro. Dopo la scadenza del mandato, fu tra i fondatori del Partito Nazionale Rivoluzionario, in cui confluirono tutte le anime della rivoluzione, ormai dominata dalla borghesia e dai ceti medi; ne fu presidente per un quinquennio (1930-1935). Successivamente, Portes Gil fu il delegato messicano alla Società delle Nazioni e ministro degli Esteri tra il 1934 e il 1935 nel gabinetto del presidente Lázaro Cárdenas del Río.
Morì a Città del Messico il 10 dicembre 1978.